# Uranothauma pseudocrawshayi
Uranothauma pseudocrawshayi är en fjärilsart som beskrevs av Jan Kielland 1980. Uranothauma pseudocrawshayi ingår i släktet Uranothauma och familjen juvelvingar. Inga underarter finns listade i Catalogue of Life.